# 海斯峰
海斯峰（英語：Hayes Peak），是南極洲的山峰，位於埃爾斯沃思地，處於伯梅爾陡崖以南，屬於蒂爾山脈的一部分，海拔高度2,060米，現時由南極條約體系管理。